# Jaromír Špaček
Jaromír Špaček (21. června 1879 Uherský Brod – 4. února 1953 Fulnek) ,byl československý politik a meziválečný poslanec Národního shromáždění za Československou národní demokracii, později za Národní sjednocení.

## Biografie
Vychodil obecnou školu v Uherském Brodě, nastoupil na českojazyčné gymnázium v Uherském Hradišti a maturoval roku 1888 ve Valašském Meziříčí, kde jeho otec působil jako soudní sluha. Vystudoval práva na Univerzitě Karlově v Praze. Pak byl praktikantem u zemského soudu v Praze. Působil ve Valašském Meziříčí, Uherském Ostrohu a později jako městský tajemník v Slezské Ostravě. Za první světové války byl v Rusku, kde se setkal s T. G. Masarykem.
Otamtud psal spolu s MUDr. Václavem Girsou depeše a telegramy T. G. Masarykovi do Ameriky, žádající pomoc pro naše legie (např. 14. 7. 1918, mj. popisující, jak došlo ke konfliktu s bolševiky). 
Na přelomu let 1919 a 1920 byl jmenován zástupcem Československa v mezinárodní hraniční komisi pro Hlučínsko a později i Těšínsko.
V letech 1919-1920 zasedal v Revolučním národním shromáždění za Českou státoprávní demokracii, respektive za z ní vzniklou Československou národní demokracii. Nastoupil sem na 47. schůzi v květnu 1919.
V parlamentních volbách v roce 1920 získal za národní demokraty poslanecké křeslo v Národním shromáždění. Mandát v parlamentních volbách v roce 1925 obhájil a do parlamentu se dostal i po parlamentních volbách v roce 1929 a opět po parlamentních volbách v roce 1935. V těchto posledních volbách kandidoval již za formaci Národní sjednocení. Mandát si oficiálně podržel do zrušení parlamentu roku 1939, přičemž v prosinci 1938 ještě přestoupil do nově vzniklé Strany národní jednoty.
Profesí byl vrchním právním radou. Podle údajů z roku 1935 bydlel v Slezské Ostravě. Od roku 1925 byl majitelem poloviny fulneckého zámku a velkostatku, v roce 1928 odkoupil i zbývající polovinu od Františka Chrastiny.
Po roce 1938 se vystěhoval z Fulneku, kam se opět vrátil po roce 1945. Válku strávil mimo veřejný život v Praze. Ze zámku ve Fulneku byl v roce 1948 vysídlen. Zbytek života bydlel v bytě na fulneckém náměstí. Zámek s lesy a polnostmi byl po roce 1989 vrácen jeho potomkům.